# Свети Никола (Прилепец)
Вижте пояснителната страница за други значения на Свети Никола.
„Свети Никола“ (на македонска литературна норма: „Свети Никола“) е възрожденска православна църква в прилепското село Прилепец, Република Македония. Църквата е под управлението на Преспанско-Пелагонийската епархия на Македонската православна църква.
Църквата е манастирска, разположена на няколко километра югоизточно от Прилепец. Изградена е в 1872 година. Представлява еднокорабна сграда с полукръгла апсида, разчупена с шест слепи ниши отвън. Църквата не е изписана. В църквата има ктиторски надпис от 1908 година, в който по-късно „народа български“ е променен на „народа македонски“.
- Църквата в 30-те години на XX век
- Ктиторският надпис, в който „български“ е заменено с „македонски“